# Anthony Mackie
Anthony D. Mackie (New Orleans, Louisiana, 1978. szeptember 23. –) amerikai színész.

## Magánélete
2014-ben Mackie feleségül vette barátnőjét és gyermekkori szerelmét, Sheletta Chapitalt. 2018-ban elváltak; a párnak négy közös gyermeke született.
Mackie 2011 nyarán megnyitott egy NoBar nevű bárt a brooklyni Bed-Stuy-ban; ez 2015-ben befejezte működését. Tervben volt egy második NoBar nyitása is 2013-ban a brooklyni Williamsburgben.

## Filmográfia

### Film
| Év   | Magyar cím                           | Eredeti cím                              | Szerep                        | Magyar hang         | Rendező                         |
| ---- | ------------------------------------ | ---------------------------------------- | ----------------------------- | ------------------- | ------------------------------- |
| 2002 | 8 mérföld                            | 8 Mile                                   | Clarence `Papa Doc`           | Simonyi Balázs      | Curtis Hanson                   |
| 2003 | Hollywoodi őrjárat                   | Hollywood Homicide                       | Joker, bérgyilkos             | Pintér Gábor Attila | Ron Shelton                     |
| 2003 |                                      | Crossing                                 | Cass                          |                     | Riccardo Costa                  |
| 2004 |                                      | Brother to Brother                       | Perry                         |                     | Rodney Evans                    |
| 2004 | A mandzsúriai jelölt                 | The Manchurian Candidate                 | Robert Baker                  | Bodrogi Attila      | Jonathan Demme                  |
| 2004 | Utál a csaj                          | She Hate Me                              | John Henry "Jack" Armstrong   | Dolmány Attila      | Spike Lee                       |
| 2004 | Menedék                              | Haven                                    | Hammer                        | Posta Victor        | Frank E. Flowers                |
| 2004 | Millió dolláros bébi                 | Million Dollar Baby                      | Shawrelle Berry               | Seder Gábor         | Clint Eastwood                  |
| 2005 | Ki a faszagyerek?                    | The Man                                  | Booty                         | Hamvas Dániel       | Les Mayfield                    |
| 2006 | A bűn színe                          | Freedomland                              | Billy Williams                |                     | Joe Roth                        |
| 2006 | Fél Nelson                           | Half Nelson                              | Frank                         | Vári Attila         | Ryan Fleck                      |
| 2006 |                                      | Heavens Fall                             | William Lee                   |                     | Terry Green                     |
| 2006 | Több, mint sport                     | We Are Marshall                          | Nate Ruffin                   | Papp Dániel         | McG                             |
| 2006 |                                      | Crossover                                | Tech                          |                     | Preston A. Whitmore II          |
| 2007 |                                      | Ascension Day                            | Nathaniel "Nat" Turner        |                     | Akosua Busia                    |
| 2008 | Sasszem                              | Eagle Eye                                | William Bowman őrnagy         | Kardos Róbert       | D. J. Caruso                    |
| 2009 | A bombák földjén                     | The Hurt Locker                          | JT Sanborn őrmester           | Papp Dániel         | Kathryn Bigelow (1.)            |
| 2009 |                                      | American Violet                          | Eddie Porter                  |                     | Tim Disney                      |
| 2009 | Notorious B.I.G. – A N.A.G.Y. rapper | Notorious                                | Tupac Shakur                  |                     | George Tillman Jr. (1.)         |
| 2009 | A sivatag virága                     | Desert Flower                            | Harold Jackson                |                     | Sherry Hormann                  |
| 2010 |                                      | Night Catches Us                         | Marcus Washington             |                     | Tanya Hamilton                  |
| 2011 | Vasököl                              | Real Steel                               | Finn                          | Barabás Kiss Zoltán | Shawn Levy                      |
| 2011 | Újra együtt                          | 10 Years                                 | Andre Irine                   | Kovács Lehel        | Jamie Linden                    |
| 2011 | Számos pasas                         | What's Your Number?                      | Tom Piper                     | Szabó Máté          | Mark Mylod                      |
| 2011 | Sorsügynökség                        | The Adjustment Bureau                    | Harry Mitchell                | Széles Tamás        | George Nolfi (1.)               |
| 2012 | Abraham Lincoln, a vámpírvadász      | Abraham Lincoln: Vampire Hunter          | William H. Johnson            | Varga Gábor         | Timur Bekmambetov               |
| 2012 | Borotvaélen                          | Man on a Ledge                           | Mike Ackerman                 | Barabás Kiss Zoltán | Asger Leth                      |
| 2013 |                                      | Repentance                               | Tommy Carter                  |                     | Philippe Caland                 |
| 2013 |                                      | The Inevitable Defeat of Mister and Pete | Kris                          |                     | George Tillman Jr. (2.)         |
| 2013 | Vakszerencse                         | Runner Runner                            | Eric Shavers ügynök           | Pál András          | Brad Furman                     |
| 2013 | A WikiLeaks-botrány                  | The Fifth Estate                         | Sam Coulson                   | Előd Álmos          | Bill Condon                     |
| 2013 | Gengszterosztag                      | Gangster Squad                           | Coleman Harris                | Varju Kálmán        | Ruben Fleischer                 |
| 2013 | Pain & Gain                          | Pain & Gain                              | Adrian Doorbal                | Zámbori Soma        | Michael Bay                     |
| 2014 | Amerika Kapitány: A tél katonája     | Captain America: The Winter Soldier      | Sam Wilson / Sólyom           | Papp Dániel         | Joe és Anthony Russo (1.)       |
| 2014 |                                      | Black or White                           | Jeremiah Jeffers              |                     | Mike Binder                     |
| 2014 |                                      | Shelter                                  | Tahir                         |                     | Paul Bettany                    |
| 2015 | Bosszúállók: Ultron kora             | Avengers: Age of Ultron                  | Sam Wilson / Sólyom           | Papp Dániel         | Joss Whedon                     |
| 2015 | A Hangya                             | Ant-Man                                  | Sam Wilson / Sólyom           | Papp Dániel         | Peyton Reed                     |
| 2015 | A válságstáb                         | Our Brand Is Crisis                      | Ben                           | Papp Dániel         | David Gordon Green              |
| 2015 | A szerelem markában                  | Playing It Cool                          | Bryan                         | Papp Dániel         | Justin Reardon                  |
| 2015 | Másnap(os) karácsony                 | The Night Before                         | Chris Roberts                 | Papp Dániel         | Jonathan Levine                 |
| 2015 | Káosz karácsonyra                    | Love the Coopers                         | Percy Williams rendőr         | Horváth Illés       | Jessie Nelson                   |
| 2016 | Tripla kilences                      | Triple 9                                 | Marcus Belmont                | Kálid Artúr         | John Hillcoat                   |
| 2016 | Amerika Kapitány: Polgárháború       | Captain America: Civil War               | Sam Wilson / Sólyom           | Papp Dániel         | Joe és Anthony Russo (2.)       |
| 2017 | Detroit                              | Detroit                                  | Karl Greene                   | Papp Dániel         | Kathryn Bigelow (2.)            |
| 2018 | Bosszúállók: Végtelen háború         | Avengers: Infinity War                   | Sam Wilson / Sólyom           | Papp Dániel         | Joe és Anthony Russo (3.)       |
| 2018 | A gyűlölet, amit adtál               | The Hate U Give                          | King                          | Dolmány Attila      | George Tillman Jr. (3.)         |
| 2019 | Jean Seberg minden rezdülése         | Seberg                                   | Hakim Jamal                   | Horváth Illés       | Benedict Andrews                |
| 2019 |                                      | Synchronic                               | Steve Denube                  |                     | Justin Benson és Aaron Moorhead |
| 2019 | Közvetlen célpont                    | Point Blank                              | Paul                          | Varga Gábor         | Joe Lynch                       |
| 2019 |                                      | IO                                       | Micah                         |                     | Jonathan Helpert                |
| 2019 | Tölténykirálynő                      | Miss Bala                                | Jimmy                         | Turi Bálint         | Catherine Hardwicke             |
| 2019 | Bosszúállók: Végjáték                | Avengers: Endgame                        | Sam Wilson / Sólyom           | Papp Dániel         | Joe és Anthony Russo (4.)       |
| 2020 | A pénzember                          | The Banker                               | Bernard Garrett               |                     | George Nolfi (2.)               |
| 2021 | Halálos harcmező                     | Outside the Wire                         | Leo                           | Papp Dániel         | Mikael Håfström                 |
| 2021 | Nő az ablakban                       | The Woman in the Window                  | Ed Fox                        | Varga Gábor         | Joe Wright                      |
| 2023 |                                      | If You Were the Last                     | Adam Gary                     |                     | Kristian Mercado                |
| 2023 |                                      | Ghosted                                  | Sam unokája                   |                     | Dexter Fletcher                 |
| 2023 | Szellem van a házunkban              | We Have a Ghost                          | Frank                         | Papp Dániel         | Christopher Landon              |
| 2024 | Halálszint felett                    | Elevation                                | Will                          | Papp Dániel         | George Nolfi (3.)               |
| 2025 | Amerika Kapitány: Szép új világ      | Captain America: Brave New World         | Sam Wilson / Amerika Kapitány | Papp Dániel         | Julius Onah                     |
| 2025 | Elektronikus állam                   | The Electric State                       | Herman (hangja)               | Papp Dániel         | Joe és Anthony Russo (5.)       |

### Televízió

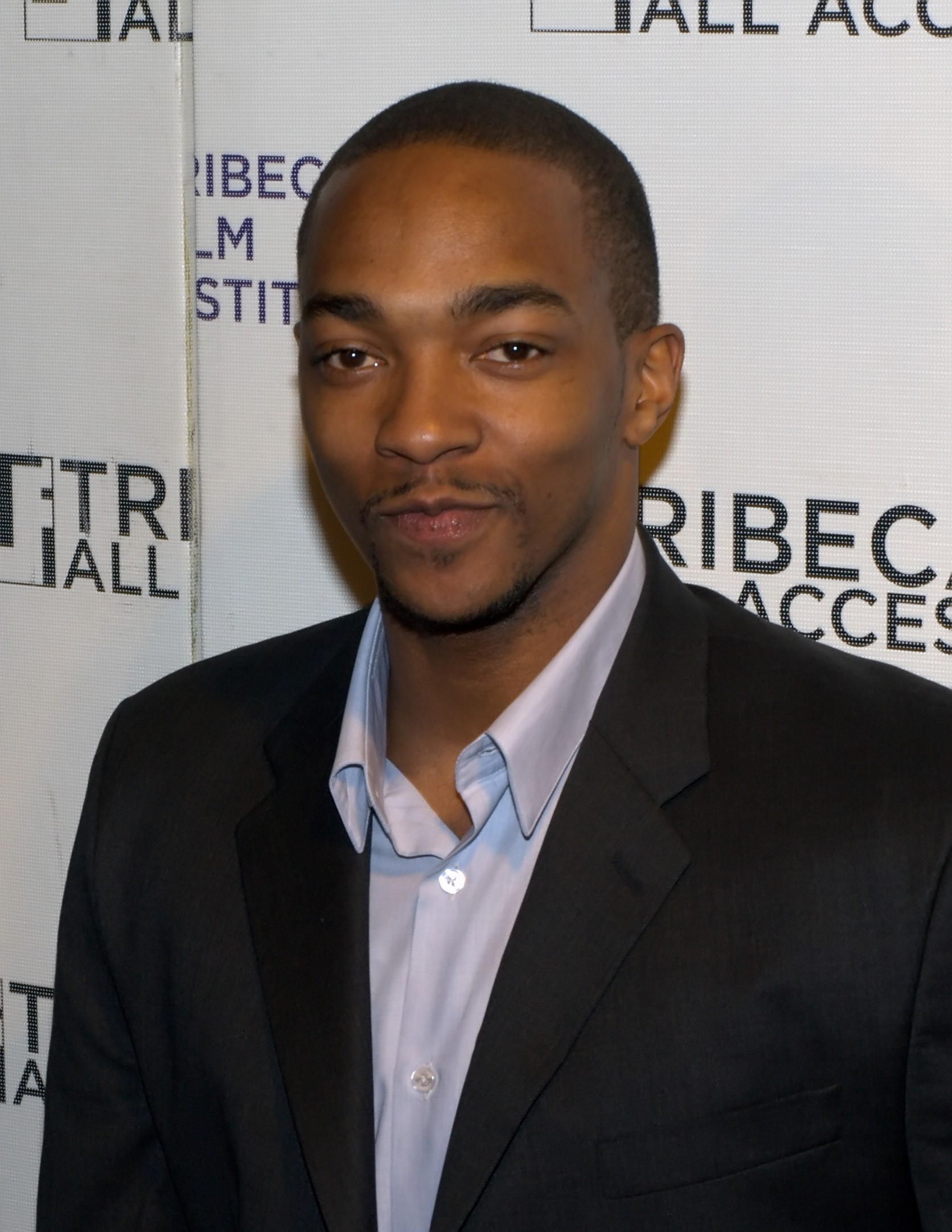
A 2010-es Tribeca Filmfesztiválon

| Év   | Magyar cím                       | Eredeti cím                       | Szerep                                 | Megjegyzések                                                   |
| ---- | -------------------------------- | --------------------------------- | -------------------------------------- | -------------------------------------------------------------- |
| 2002 |                                  | As If                             | bárvendég                              | 1 epizód                                                       |
| 2003 | Esküdt ellenségek: Bűnös szándék | Law & Order: Criminal Intent      | Carl Hines                             | 1 epizód                                                       |
| 2004 |                                  | Sucker Free City                  | K-Luv (Keith)                          | tévéfilm                                                       |
| 2010 |                                  | 30 for 30                         | narrátor                               | 1 epizód                                                       |
| 2013 |                                  | Top Chef: New Orleans             | önmaga                                 | 1 epizód                                                       |
| 2013 | A végsőkig                       | All the Way                       | Martin Luther King                     | - tévéfilm - magyar hangja: - Dolmány Attila                   |
| 2018 | Állatok                          | Animals                           | Receipt (hangja)                       | 2 epizód                                                       |
| 2019 | Fekete tükör                     | Black Mirror                      | Danny Parker                           | 1 epizód (Striking Vipers)                                     |
| 2020 | Valós halál                      | Altered Carbon                    | Takeshi Kovacs                         | - 8 epizód - magyar hangja: - Orosz Ákos                       |
| 2021 | A Sólyom és a Tél Katonája       | The Falcon and the Winter Soldier | Sam Wilson / Sólyom                    | - főszereplő - magyar hangja: - Papp Dániel                    |
| 2021 | Marvel Studios: Betekintés       | Marvel Studios: Assembled         | önmaga                                 | 1 epizód                                                       |
| 2021 | Egyedül és együtt                | Solos                             | Tom                                    | minisorozat (1 epizód)                                         |
| 2021 |                                  | 2021 ESPY Awards                  | önmaga                                 | díjátadó házigazdája                                           |
| 2023 | Rennervációk                     | Rennervations                     | önmaga                                 | vendégszereplő                                                 |
| 2023 | Twisted Metal                    | Twisted Metal                     | John Doe                               | - főszereplő és vezető producer - magyar hangja: - Papp Dániel |
| 2024 | Mi lenne, ha…?                   | What If...?                       | Sam Wilson / Amerika Kapitány (hangja) | - 1 epizód - magyar hangja: - Papp Dániel                      |
| 2025 |                                  | The Studio                        | önmaga                                 | - 1 epizód                                                     |

### Videójátékok
| Év   | Cím      | Szerep     | Megjegyzések           |
| ---- | -------- | ---------- | ---------------------- |
| 2018 | NBA 2K19 | Big Tunney | hang és motion capture |

## Díjak és jelölések
- Amerika Kapitány: Polgárháború – Jelölve – Teen Choice Awards (velük együtt; Chris Evans,
 Sebastian Stan, Elizabeth Olsen és Jeremy Renner)
 Jelölve – Kids' Choice Award
- Bosszúállók: Ultron kora – Jelölve – MTV Movie Award a legjobb csapatnak
- Amerika Kapitány: A tél katonája – Jelölve – Teen Choice Awards
 Jelölve – Saturn Award a legjobb férfi mellékszereplőnek
- Sorsügynökség – Jelölve – NAACP Image Award a legjobb férfi mellékszereplőnek
 Jelölve –  Black Reel Award a legjobb férfi mellékszereplőnek

## Fordítás
- Ez a szócikk részben vagy egészben  az   Anthony Mackie című angol Wikipédia-szócikk ezen változatának fordításán alapul.  Az eredeti cikk szerkesztőit annak laptörténete sorolja fel. Ez a jelzés csupán a megfogalmazás eredetét és a szerzői jogokat jelzi, nem szolgál a cikkben szereplő információk forrásmegjelöléseként.